# Göndör Klára
Göndör Klára (eredeti neve: Steinauer Klára Ilona) (Budapest, 1921. október 8. – 2014. április 23.) Jászai Mari-díjas magyar színésznő, érdemes művész.

## Életpályája
Szülei Steinauer József (Göndör József) színész és Bogár Gizi (1882–1962) színésznő voltak. 1921 és 1927 között a Simor Intézetben tanult. 1931–1935 között a Ranolder Intézet diákja volt. 1935 és 1939 között Tanítóképzőben tanult. 1940–1942 között Erdélyi Mihály társulatánál volt szubrett. 1942–1944 között a nagyváradi színháznál szubrett-primadonna volt. 1945–1949 között Osváth Béla hódmezővásárhelyi színházában volt szubrett. 1951–1958 között a győri Kisfaludy Színházban drámai színészként dolgozott. 1958-tól tíz évig a kecskeméti Katona József Színház tagja volt. 1968–1979 között a Veszprémi Petőfi Színház színésznője volt. 1979 és 1986 között a József Attila Színházban szerepelt. Fellépett a Bartók Hangversenyteremben is. 1986-ban visszavonult a színpadtól.
Házastársa Négyesi Lajos Imre volt, akivel 1944. április 16-án Hódmezővásárhelyen kötött házasságot. 1955-ben elváltak.

## Színházi szerepei
A Színházi Adattárban regisztrált bemutatóinak száma Göndör Klára néven: 99.
- Jacques Offenbach: Orfeusz....Drusilla
- Scserbacsov: Dohányon vett kapitány....Glikérija (szerepkettőzés Kéri Edittel)
- Sándor Kálmán: A harag napja....Magda
- Iszajev-Galics: Nem magánügy....Pugovina
- Urbán Ernő: Tűzkeresztség....Szíjjártóné (szerepkettőzés Lénárd Judittal)
- Móricz Zsigmond: Légy jó mindhalálig....Ilonka kisasszony
- William Shakespeare: A makrancos hölgy....Özvegy
- Kálmán Imre: Csárdáskirálynő....Stázi (szerepkettőzés Csornai Irénnel)
- Nevess velünk (1954. dec. 31., Győri Kisfaludy Színház)
- Dörner Lajos: Jancsi és Juliska....Holdligérő királylány
- Dörner Lajos: Hamupipőke....Csipi
- Barta Lajos: Szerelem....Nelli
- Dörner Lajos: Szurtos Peti kalandjai....Gyöngyvirág
- Stejn: Személyes ügyben....Anna Szemjonova Gyergacsova
- Gogol: Leánynéző....Fjokla Ivanovna
- Strozzi: Játék és valóság....A színésznő
- Fehér Klára: Nem vagyunk angyalok....Özv. Szili Mártonné
- Friedrich Schiller: Stuart Mária....Erzsébet
- Offenbach: Egy marék boldogság....Stringl bárónő
- Darvas József: Kormos ég....Joó néni
- Federico García Lorca: Bernarda háza....Bernarda
- Tabi László: Különleges világnap....Annus
- Shakespeare: Vízkereszt....Olivia
- Makszim Gorkij: Az utolsó nemzedék....Szofja
- Csiky Gergely: Nagymama....Szerémy grófné
- Kálmán Imre: Csárdáskirálynő....Cecília (szerepkettőzés Mojzes Máriával)
- Shakespeare: Rómeó és Júlia....Capuletné
- Arthur Miller: Édes fiaim....Kate Keller
- H. Márjás Magda: Nyiss ajtót, ha kopogtatnak....Ilon
- Madách Imre: Az ember tragédiája....Hippia
- Madách Imre: Az ember tragédiája....Éva[forrás?]
- Lehár Ferenc: Luxemburg grófja....Fleury (szerepkettőzés Mojzes Máriával)
- Tamási Áron: Boldog nyárfalevél....Vikota
- Molnár Ferenc: Olympia....Eugénia
- Behár György: Susmus....Márkusné
- Vörösmarty Mihály: Csongor és Tünde....Mirigy
- Priestley: Mr. Kettle és Mrs. Moon botrányos esete....Mrs. Twigg
- H. Márjás Magda: Örökösök....Özv. Bánó Jánosné
- Shakespeare: Coriolanus....Volumnia
- Rácz György: A boldogságra jól vigyázz....Erzsébet
- Tolsztoj: Rakéta....Konkorgyija
- Tímár Máté: Élet a küszöb fölött....Maris néni
- Török Rezső: A gyerekeket a gólya hozza....Juliska
- Miller: A salemi boszorkányok....Tituba
- Oláh Margit: Nézd meg az apját....Kerekes Györgyné
- Sós György: Köznapi legenda....Kántor Borbála
- Gyárfás Miklós: Egérút....Tóni néni
- Móricz Zsigmond: Boszorkány....Zsuzsanna principessza
- Miller: Pillantás a hídról....Beatrice
- Szűcs György: Szeretni tudni kell....Laura
- Loewe: My Fair Lady....Mrs. Higgins
- Pap Károly: Mózes, a szabadító....Teje
- Miller: A bűnbeesés után....Anya
- Tabi László: Spanyolul tudni kell....Viola
- Molnár Ferenc: A hattyú....Beatrix hercegnő
- Gyurkó László: Szerelmem, Elektra....Klütaimnesztra
- Dürrenmatt: Meteor....Nomsenné
- Thurzó Gábor: Az ürügy....Schindlerné
- Scarnicci-Tarabusi: Kaviár és lencse....Helena Vietoris
- Gáspár Margit: Embert enni tilos....Indigó
- Arbuzov: Egy boldogtalan ember boldog napjai....A boldogtalan ember anyja
- Maugham: Imádok férjhez menni....Mrs. Shuttleworth
- Szakonyi Károly: Adáshiba....Bódogné
- Anouilh: Medea....Dajka
- Jaroslav Hašek: Svejk, a derék katona....Von Greinfels bárónő
- Victor Hugo: A királyasszony lovagja....Duena
- Lengyel-Görgey: Sancho Panza királysága....Asszony
- Illyés Gyula: A különc....Özv. Batthyány Lajosné
- Miller: Az ügynök halála....Linda
- Móricz Zsigmond: Kerek Ferkó....Polgármesterné
- Gorkij: Kispolgárok....Akulina Ivanovna
- Juhász István: Valahol egy sziget....Borbálák
- Fredro: Hölgyek és huszárok....Orgonné asszony
- Vámos Miklós: Égszakadás, földindulás....Mama
- Karinthy Ferenc: Hetvenes évek....Parádsasváryné
- Shaw: Tanner John házassága (Ember és felsőbbrendű ember)....Whitefieldné
- Mesterházi Lajos: Pesti emberek....Mama
- Száraz György: A megoldás....Szofja Andrejevna
- Tamási Áron: Vitéz lélek....Sári
- Molnár Ferenc: A testőr....A mama
- Németh László: Bethlen Kata....Borbála
- Csurka István: Eredeti helyszín....Első örömanya
- Shakespeare: Tévedések vígjátéka....Emília
- Rahmanov: Viharos alkonyat....Mária Lvovna
- Németh László: Pusztuló magyarok....Szabóné
- Hauptmann: A bunda....Wolffné
- Darvas József: Pitypang....Rozi néni
- Tamási Áron: Énekes madár....Kömény Ignácné
- Maróti Lajos: Érdemei elismerése mellett....Lujza asszony
- Szokolova: Egy férfi ábrándjai....Sura és Ljuba anyja
- Rozov: A siketfajd fészke....Valentyina Dmitrijevna
- Maróti Lajos: Pályamódosítás....Jolán néni
- Pancsev: A négy süveg....Öregasszony
- Galin: Retro (Leélt napok fényes bánata)....Barabanova
- Gorkij: Az öreg....Zaharovna
- Xenopulosz: A kísértés....Klio Georgiadu
- Gyárfás Endre: Dörmögőék vidámparkja....Brumma néni

A Színházi Adattárban regisztrált bemutatóinak száma Göndör Klári néven: 6 .
- Szobko: A második front mögött....Jane Crosby (szerepkettőzés Csornai Irénnel)
- Déry Tibor: Talpsimogató....Ilus
- Dörner Lajos: Hófehérke és a hét törpe....Ezüstke
- Heltai Jenő: A néma levente....Zilia
- Szirmai Albert: Mágnás Miska....Marcsa
- Eduardo de Filippo: Vannak még kísértetek....Carmela

- Katona József: Bánk bán....Melinda[3]
- Szophoklész: Élektra....Klütaimnésztra[3]

## Filmjei

### Játékfilmek
- Szentjános fejevétele (1966)
- Köznapi legenda (1966)
- A szerelem határai (1973)
- Korkedvezmény (1979)

### Tévéfilmek
- Családi kör (1980–1981)
- A 78-as körzet (1982)
- A béke szigete (1983)
- Három kövér (1985)
- Nyolc évszak (1987)
- Kisváros (1994–1996)
- Családi album (1999)

## Rendezései
- Patyolat kisasszony (zenés vígjáték)[3]